# David M. Walker
David Mathieson Walker (* 20. Mai 1944 in Columbus, Georgia; † 23. April 2001 in Houston, Texas) war ein US-amerikanischer Astronaut.

## Beginn der Karriere
Walker machte seinen Schulabschluss 1962 auf der Eustis High School in Eustis, Florida. Daraufhin schloss er 1966 mit einem Bachelor sein Wissenschaftsstudium an der United States Naval Academy ab.
Von 1966 bis 1970 wurde er an verschiedenen Positionen in der US Navy eingesetzt, unter anderem auch auf den Flugzeugträgern Enterprise und America, auf denen er die F-4 Phantom flog, auch im Vietnamkrieg.
Von Dezember 1970 bis 1971 wurde er auf der Edwards Air Force Base als Testpilot ausgebildet, anschließend diente er am Naval Air Test Center der US-Marine, wo er verschiedene Varianten der F-4 und der F-14 erprobte.
Nach einer weiteren Schulung arbeitete er als F-14-Ausbilder auf der Naval Air Station Miramar, ab 1975 diente er auf zwei Einsätzen der USS America im Mittelmeer.
Er hatte eine Flugerfahrung von 7.500 Flugstunden, davon 6.500 in Jets.

## NASA
1978 wurde er in die 8. Astronautengruppe der NASA gewählt und als Pilot des Space Shuttle ausgebildet.

### STS-41-H
Seine erste Einteilung zu einem Raumflug erhielt Walker als Pilot einer Mission des US-Verteidigungsministeriums. Unter der Bezeichnung STS-41-H sollte im September 1984 ein Aufklärungssatellit ausgesetzt werden. Aufgrund von Problemen mit der Satellitenoberstufe IUS wurde der Flug jedoch abgesagt und die NASA-Astronauten dem Flug STS-51-A zugeteilt.

### STS-51-A
Auf seiner ersten Weltraummission flog Walker am 8. November 1984 mit dem Space Shuttle Discovery ins All. Es war der zweite Flug der Discovery. Der Flug war zur Aussetzung von zwei Satelliten gedacht und führte gleichzeitig zwei ausgesetzte Satelliten der Mission STS-41-B zurück zur Erde.

### STS-61-G
Walkers zweiter Einsatz war für Mai 1986 vorgesehen. Als Kommandant der Mission STS-61-G hätte er das Aussetzen der Raumsonde Galileo leiten sollen. Als weitere Crewmitglieder waren Ronald Grabe, John Fabian und James van Hoften vorgesehen. Nach der Challenger-Katastrophe im Januar 1986 wurden jedoch alle Shuttleflüge ausgesetzt.

### STS-30
Bei seinem zweiten Raumflug im Mai 1989 flog Walker als Kommandant der Atlantis ins All. Hauptaufgabe der Mission war die Aussetzung der Venussonde Magellan mit einer IUS-Oberstufe kurz nach dem Shuttlestart. Im weiteren Verlauf der Mission musste einer der fünf Hauptcomputer im Orbit ausgetauscht werden. STS-30 war die erste Mission, bei der das Space Shuttle dazu genutzt wurde, eine interplanetare Raumsonde zu starten.

### STS-44
Walker war als Kommandant für die Mission STS-44 vorgesehen. Im Mai 1989 kam es jedoch zu einem Luftzwischenfall, bei dem Walker auf dem Flug nach Washington zu Feierlichkeiten zu Ehren der Crew von STS-30 mit seinem T-38-Jet in nur 30 m Entfernung an einem Verkehrsflugzeug vorbeiflog. Aufgrund dieses Zwischenfalls wurde Walker aus der Mannschaft von STS-44 genommen und durch Frederick Gregory ersetzt.

### STS-53
Der dritte Flug brachte ihn wieder mit der Discovery ins All. Dies war der letzte rein militärische Flug eines Space Shuttle. Die Hauptnutzlast war geheim und wurde sechs Stunden nach dem Start um 19:18 UTC ausgesetzt. Vermutlich handelte es sich um einen Spionagesatelliten zur Aufklärung von Funksignalen. Die Masse der als DOD-1 bezeichneten Fracht wurde mit 10,5 Tonnen angegeben.

### STS-69
Seinen vierten Flug machte er vom 7. – 18. September 1995 mit der Endeavour. Während der elftägigen Mission wurde der zweite mehrtägige Freiflug der Wake Shield Facility (WSF) durchgeführt, einem untertassenförmigen Satelliten, der frei neben dem Shuttle fliegt. Dabei wurde ein Experiment durchgeführt, bei dem in dem WSF in perfektem Vakuum ein hauchdünner Film erzeugt wurde. Außerdem setzte die Crew den astronomischen Satelliten SPARTAN 201 aus und fing ihn wieder ein, führte einen sechsstündigen Außenbordeinsatz zur Erprobung von Montagetechniken für die Internationale Raumstation durch und testete thermale Verbesserungen an den verwendeten Raumanzügen. Gleichzeitig wurde diverse Experimente der Biomechanik, Biotechnologie, Biomedizin und Landwirtschaft durchgeführt.

## Zusammenfassung
| Nr | Mission  | Funktion   | Flugdatum                         | Flugdauer   |
| -- | -------- | ---------- | --------------------------------- | ----------- |
| 1  | STS-51-A | Pilot      | 8. November – 16. November 1984   | 7d 23h 44m  |
| 2  | STS-30   | Kommandant | 4. Mai – 8. Mai 1989              | 4d 56h 28m  |
| 3  | STS-53   | Kommandant | 2. Dezember – 9. Dezember 1992    | 7d 7h 19m   |
| 4  | STS-69   | Kommandant | 7. September – 18. September 1995 | 10d 20h 28m |

## Nach der NASA
Walker nahm von der US Navy und der NASA 1996 seinen Abschied und wurde in den folgenden Jahren als Vizepräsident mehrerer Elektronikfirmen angestellt. Aus dem Berufsleben zog er sich 1999 vollkommen zurück. Er starb 2001 an einer Krebserkrankung.
Er wurde auf dem bekannten amerikanischen Nationalfriedhof Arlington bei Washington D.C. beigesetzt.

## Privat
Walker hinterließ seine Frau Paige und zwei Kinder aus erster Ehe.